# Hogesnelheidslijn Shanghai-Kunming
De hogesnelheidslijn Shanghai-Kunming, of Hukun hogesnelheidslijn (Standaardmandarijn: 沪昆高速铁路) is een Chinese hogesnelheidslijn die Shanghai met Kunming verbindt. De lijn heeft een totale lengte van 2.066 kilometer. De lijn wordt uitgebaat door China Railway High-speed (CRH), een dochter van China Railways. Parallel aan de hogesnelheidslijn bestaat eveneens de Hukun spoorlijn van China Railways die aan lagere snelheid Shanghai met Kunming per spoor verbindt voor vracht- en reizigersvervoer.
Het reeds sinds 26 oktober 2010 in gebruik genomen deeltraject tussen Shanghai en Hangzhou met een lengte van 202 kilometer wordt afgelegd in 45 minuten. Op dit deeltraject vestigde China Railway High-speed in oktober 2010 een wereldrecord met een snelheid bij een commerciële treinreis volgens dienstrooster van 422 km/u. Het wereldrecord van 573 km/u met een V150 prototype TGV in een testopstelling in Frankrijk van 2007 werd niet gebroken.
In 2014 werd het traject van Hangzhou naar Changsha in gebruik genomen.
Voor het gedeelte van Changsha tot Kunming werden 42 tunnels geboord of gegraven, evenals grote trajecten op betonnen spoorwegviaducten aangelegd en werd intensief gebruik gemaakt van trajecten met ballastloos spoor. Dit laatste traject werd afgewerkt op 28 december 2016.

## Belangrijkste steden
- Shanghai
- Hangzhou
- Huangshan
- Nanchang
- Changsha
- Guiyang
- Kunming